# MG (album)
MG è il secondo album da solista di Martin Gore, chitarrista, tastierista ed autore dei testi dei Depeche Mode. Il disco è stato pubblicato il 27 aprile 2015 a nome MG, sotto l'etichetta Mute Records. 
L'album, annunciato il 2 marzo 2015, si compone di sedici brani strumentali, dei quali è stato reso disponibile all'ascolto del primo singolo estratto Europa Hymn, inoltre la canzone è stata resa disponibile per il download da iTunes solo con il pre-order dell'album.
Il successivo 27 marzo, esattamente un mese prima dell'uscita dell'album, viene pubblicato sul canale YouTube della Mute Records il videoclip di Europa Hymn.

## Tracce
1. Pinking – 2:20
2. Swanning – 2:57
3. Exalt – 4:25
4. Elk – 2:01
5. Brink – 3:03
6. Europa Hymn – 3:15
7. Creeper – 3:26
8. Spiral – 3:59
9. Stealth – 4:16
10. Hum – 4:09
11. Islet – 3:15
12. Crowly – 4:15
13. Trysting – 3:16
14. Southerly – 4:00
15. Featherlight – 2:26
16. Blade – 3:08

## Formazione
- Martin Gore - direzione artistica, design, produzione
- Q - mixaggio, programmazioni addizionali (tracce 5, 7, 8, 9, 15)
- Will Hinton II - assistente di studio
- Stefan Betke - mastering
- Jonathan Kessler - management
- Paul A. Taylor - direzione artistica
- Jan L. Trigg - illustrazioni